# Sant'Agata dei Goti bianco
Il Sant'Agata dei Goti bianco è un vino DOC la cui produzione è consentita nella provincia di Benevento.

## Caratteristiche organolettiche
- colore: da bianco a paglierino.
- odore: intenso, fine e persistente.
- sapore: pieno, delicato.

## Produzione
Provincia, stagione, volume in ettolitri
- nessun dato disponibile